# 蚌埠公交107路
蚌埠公交107路是中国安徽省蚌埠市的一条公交线路，由蚌医首末站开往滨湖新区首末站，由蚌埠市公共交通集团有限公司运营、管理，有着“苗苗线路”、“新时代传习专线”之称，并入选中华人民共和国交通运输部2016年度新能源公交示范线路十佳名单。是蚌埠的一条知名公交线路。

## 历史

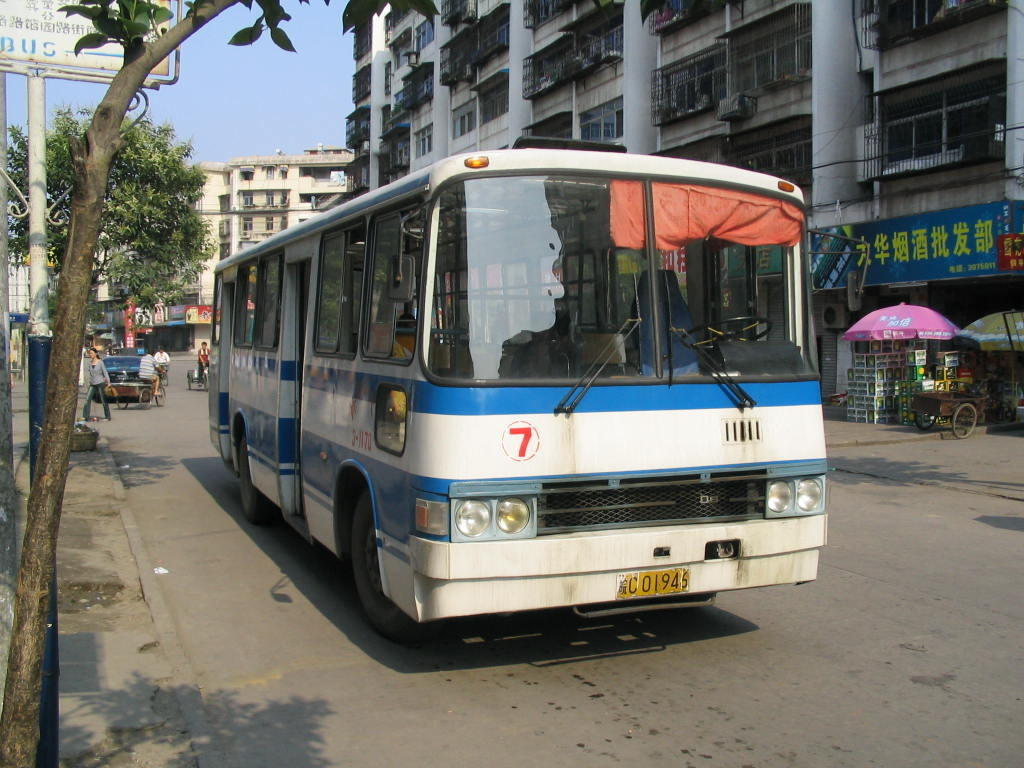
2000年使用长江牌6151型客车的7路
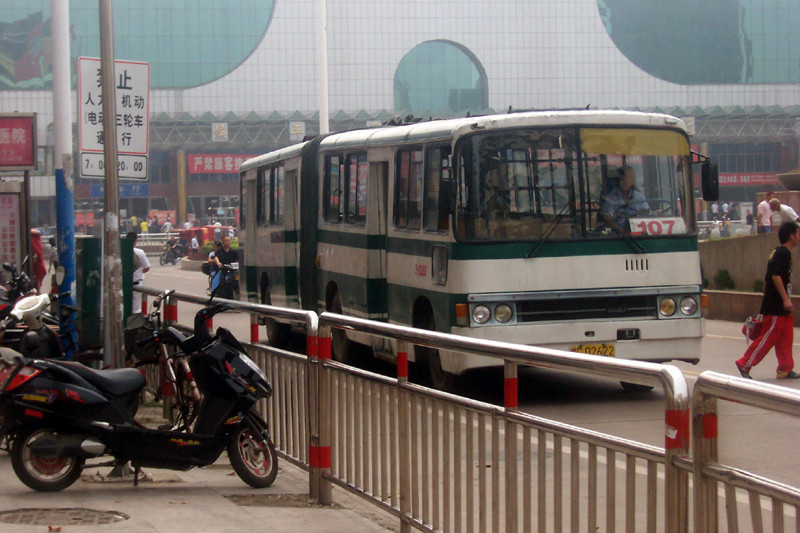
2005年使用长江牌6151型客车的107路
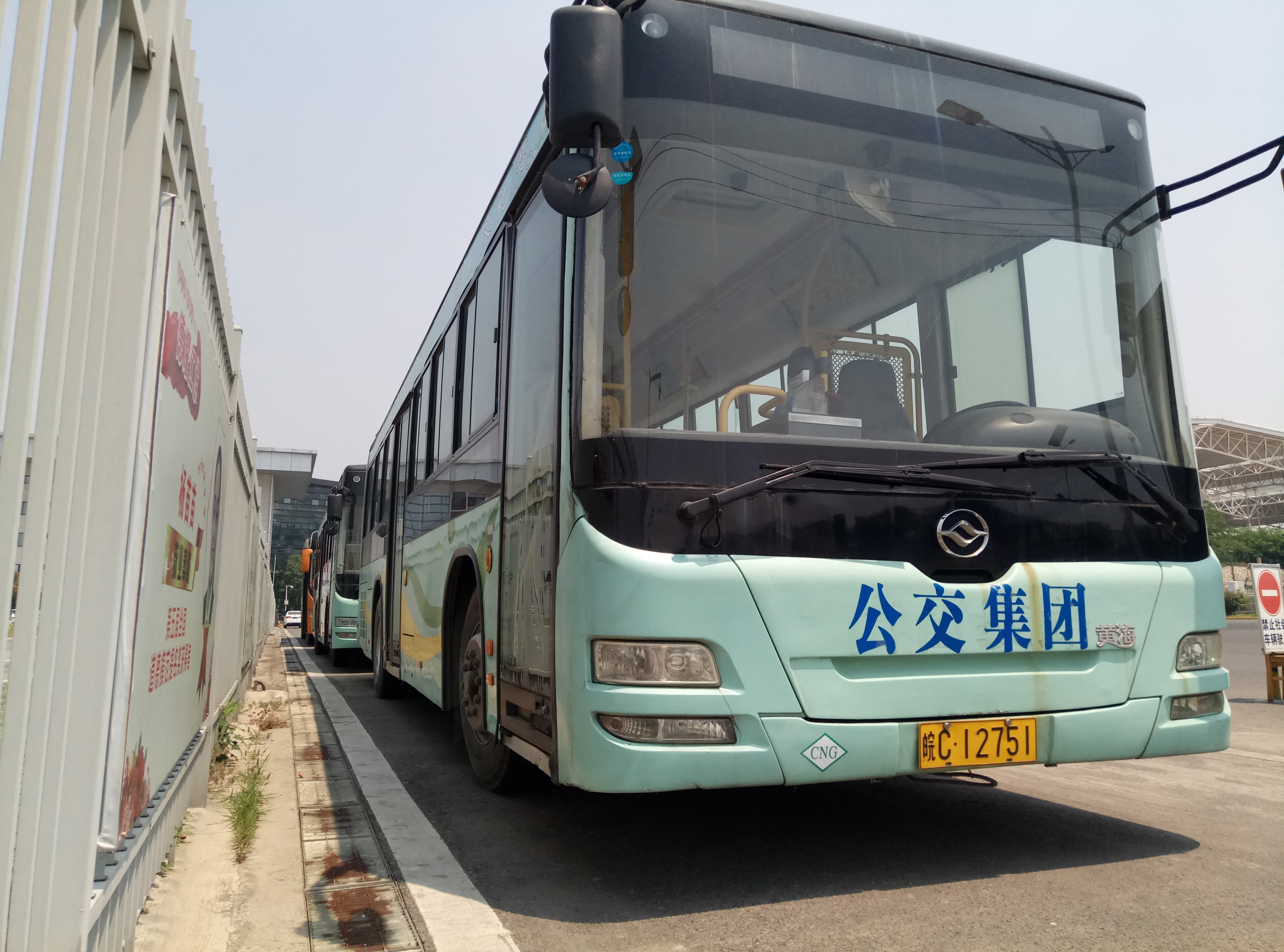
2011年之间使用黄海天然气客车的107路
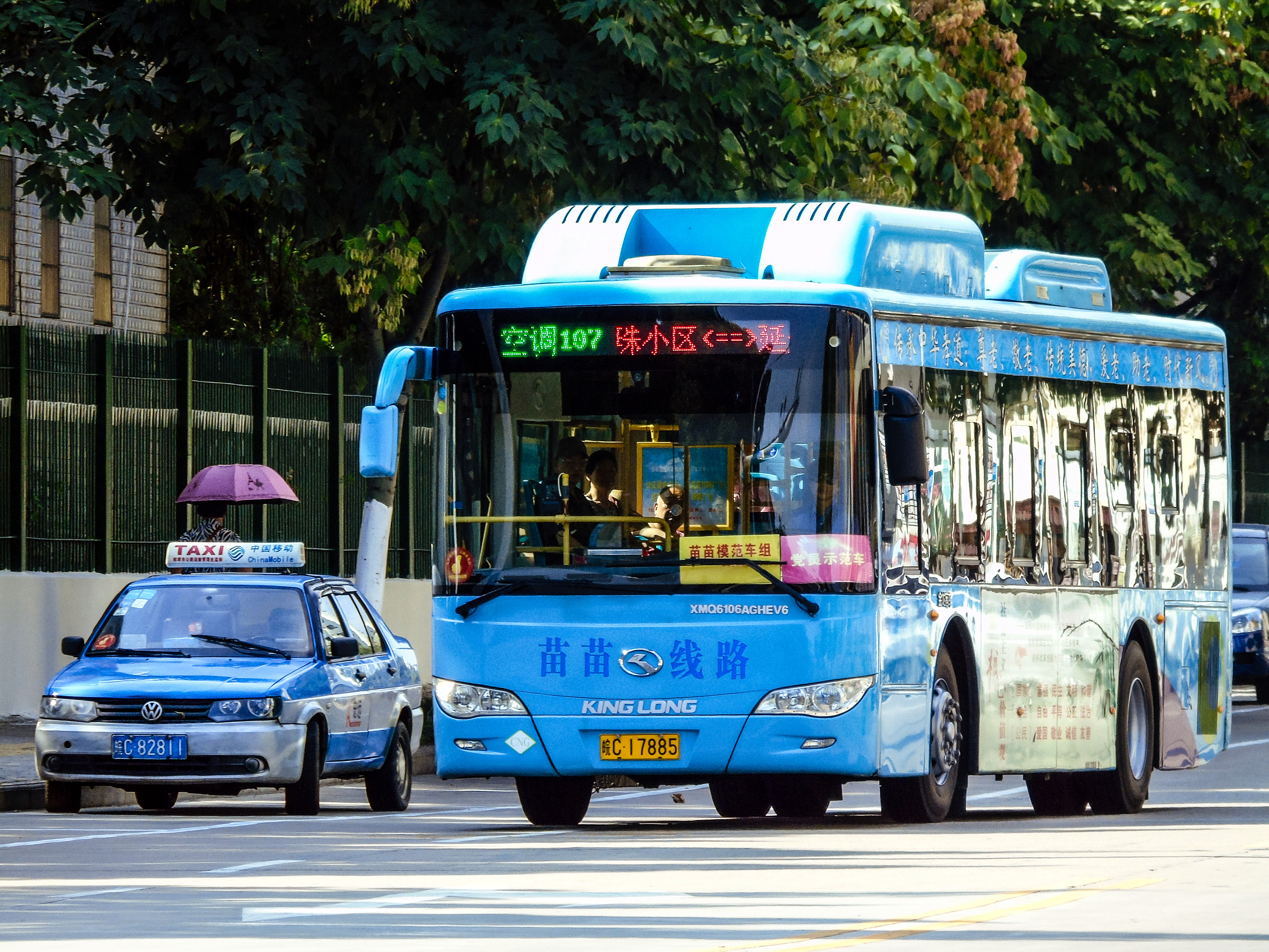
2013年之后使用大金龙混动空调车的107路
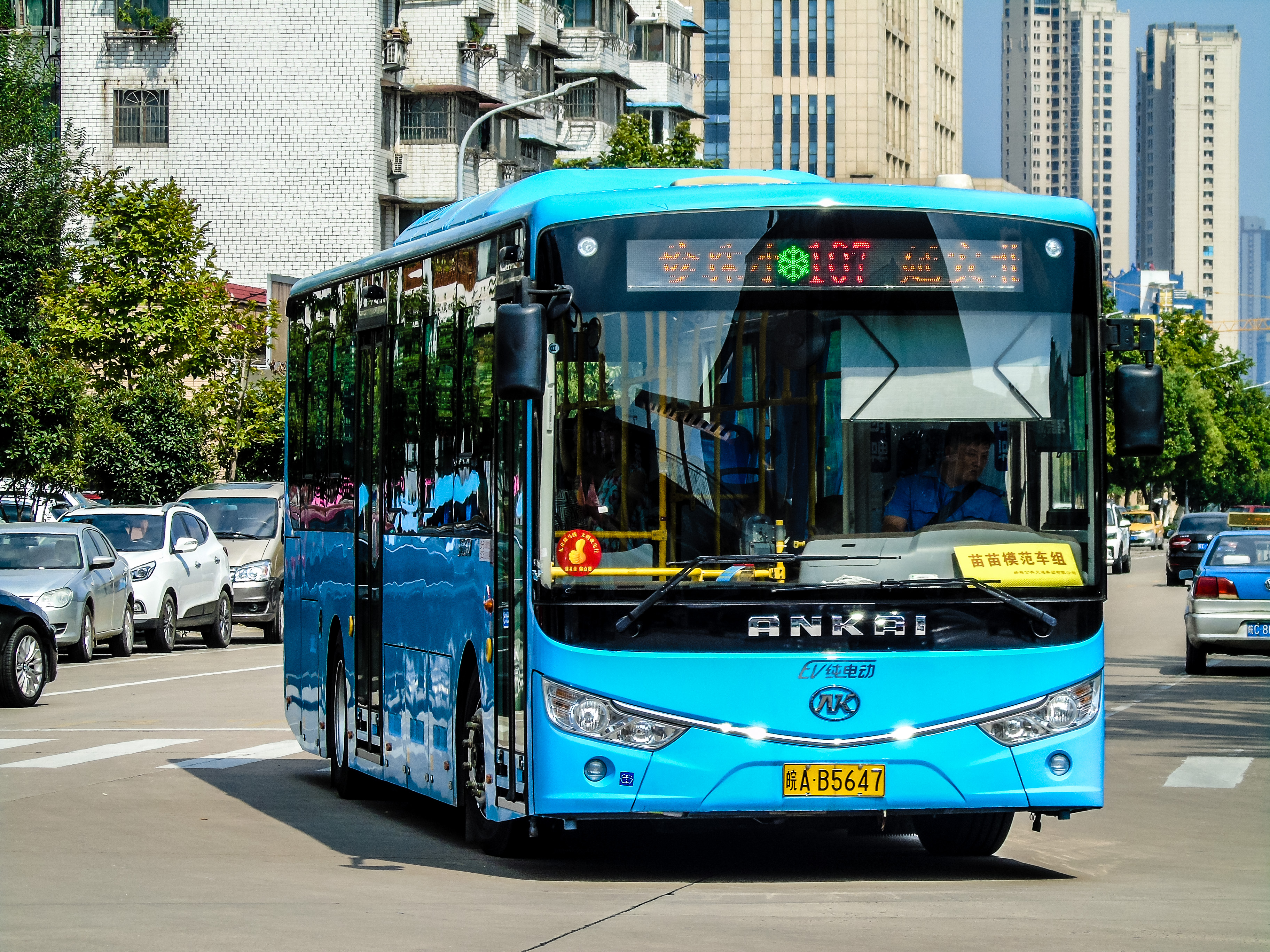
2017年7月使用安凯纯电动空调车的107路
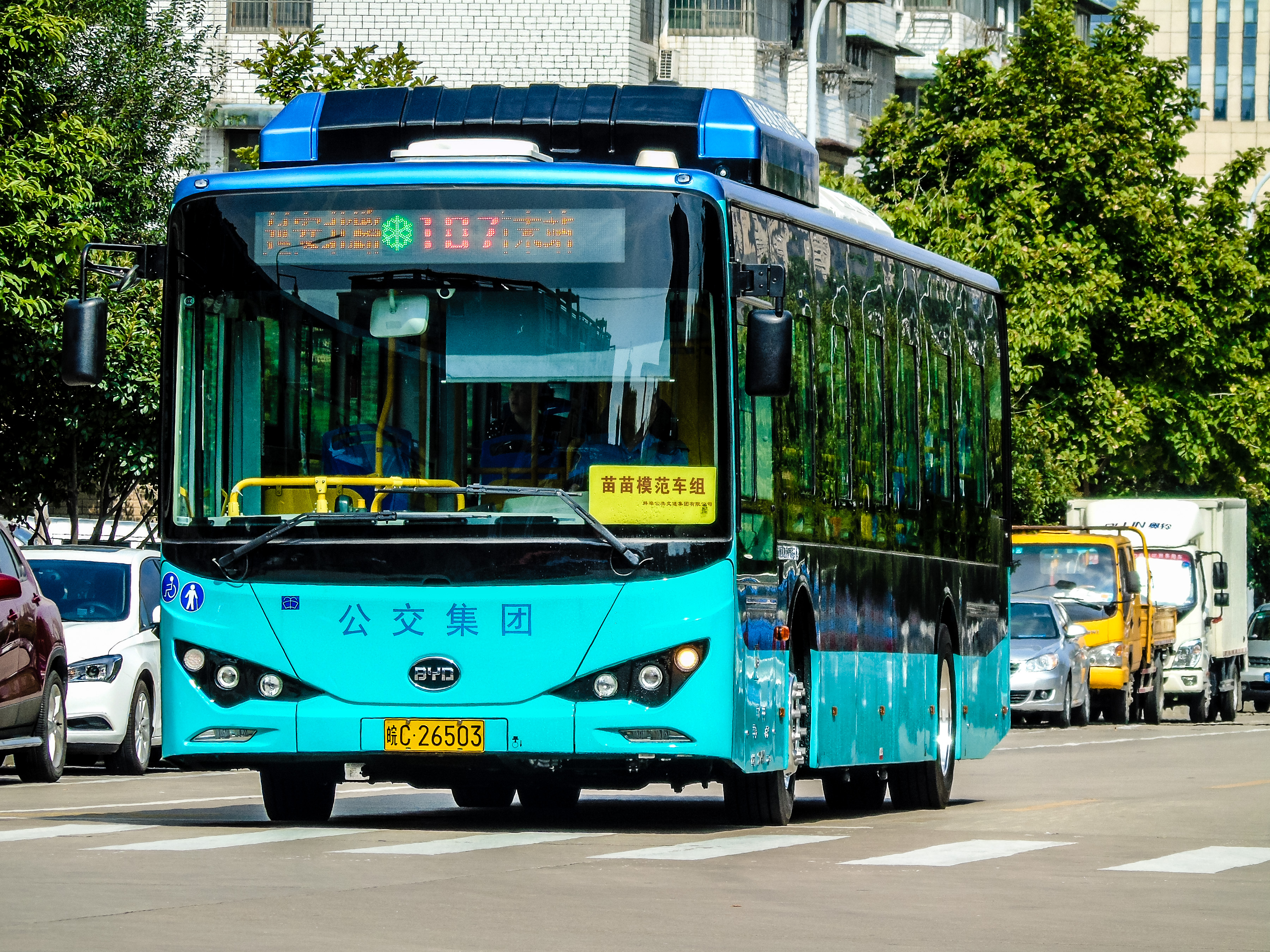
2017年8月临时使用比亚迪纯电动空调车的107路

- 1990年代，蚌埠公交集团开通7路公交，使用长江牌6151型铰接客车。这是现107路的前身。
- 2005年，蚌埠公交集团实施公交改革，7路变更为107路。
- 2009年，蚌埠公交集团创建“苗苗车组、苗苗线路”活动开展。
- 2010年，蚌埠公交集团购置黄海DD6109型天然气客车投放107路。
- 2011年，蚌埠公交集团从各条线路“苗苗模范车组”中，挑选了以杨苗苗为代表的40名优秀驾驶员，重建了苗苗线路107路。
- 2013年，蚌埠公交集团购置大金龙XMQ6106AGHEV6型投入107路。
- 2016年，蚌埠公交集团苗苗线路、苗苗模范车组107路获得全国五一巾帼奖状提名、全国五一巾帼标兵岗称号、安徽省工人先锋号、安徽省交通运输厅“微笑服务、温馨交通”示范窗口、省道路运输行业“温馨之家”、全国三八红旗集体、全国工人先锋号、第三届“安徽省文明窗口”、全国巾帼文明岗 安徽省交通运输行业“文明示范窗口”、安徽省文明创建十佳品牌、蚌埠市十佳最美公益团队。[5][6][7][8]
- 2017年7月，蚌埠公交集团租赁的138台安凯纯电动空调车投入107路。[9]
- 2017年8月，蚌埠公交集团临时调配比亚迪K9FE型12米纯电动空调车投入107路。[10][9]
- 2017年11月6日，蚌医附院首末站启用，蚌埠公交107路，115路终点站由延安北路改为蚌医附院首末站。[11]
- 2017年12月16日，滨湖新区首末站已具备使用条件，为方便广大市民公交出行，填补滨湖新区公交空白，从12月16日起，公交105、107路由珍珠小区首末站延伸至滨湖新区首末站。107路延伸后线路走向为龙腾路-月明街-宏业路-滨湖新区首末站，延伸后沿途增设市博物馆、滨湖花园、月明街·宏业路、滨湖新区首末站等4对公交站点，原珍珠小区首末站下客站取消。[12][13]
- 2018年6月23日，蚌埠公交107路被授予“新时代传习专线”称号。[14]

## 站点

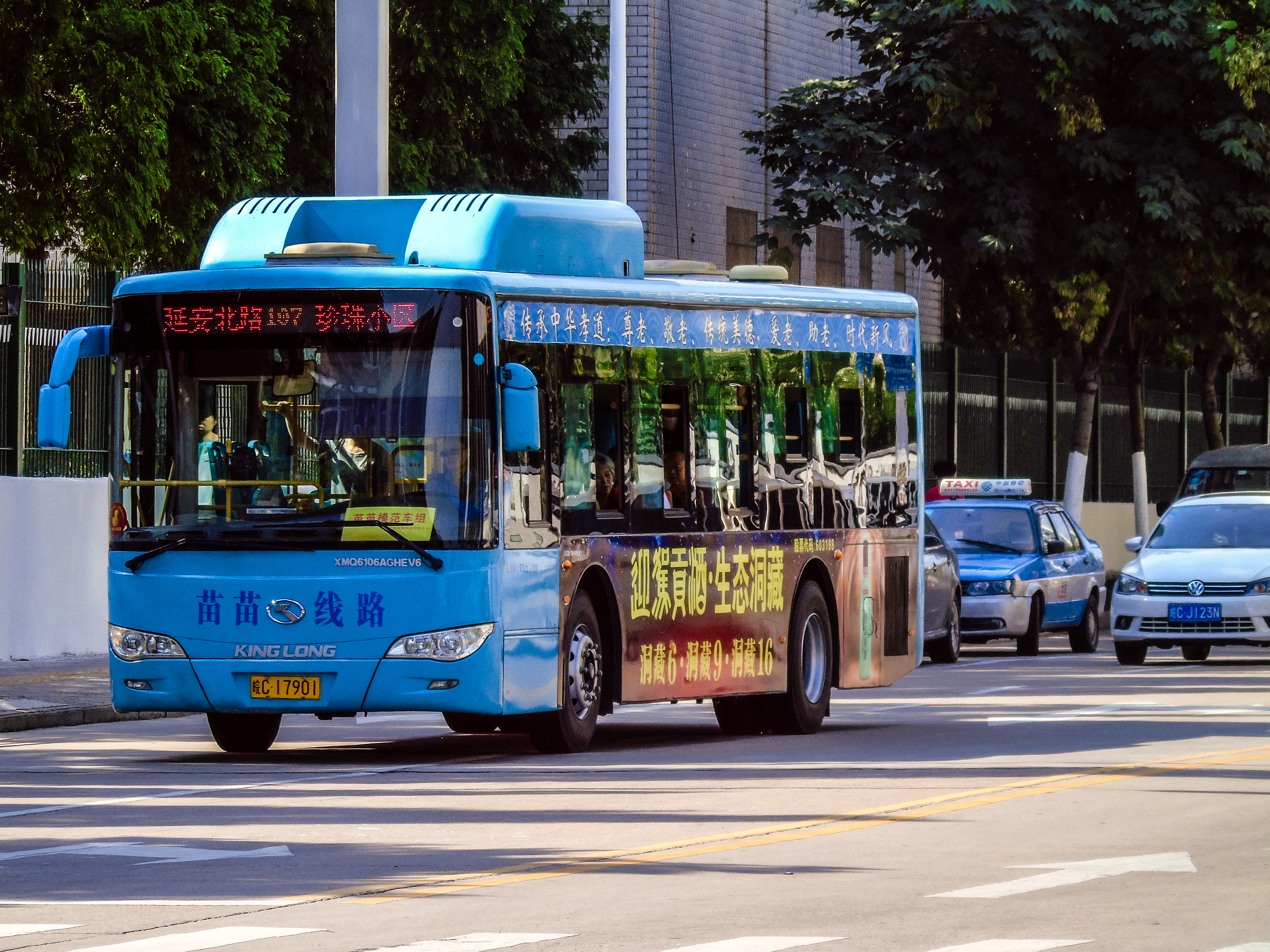
蚌埠公交107路停靠在南湖路站

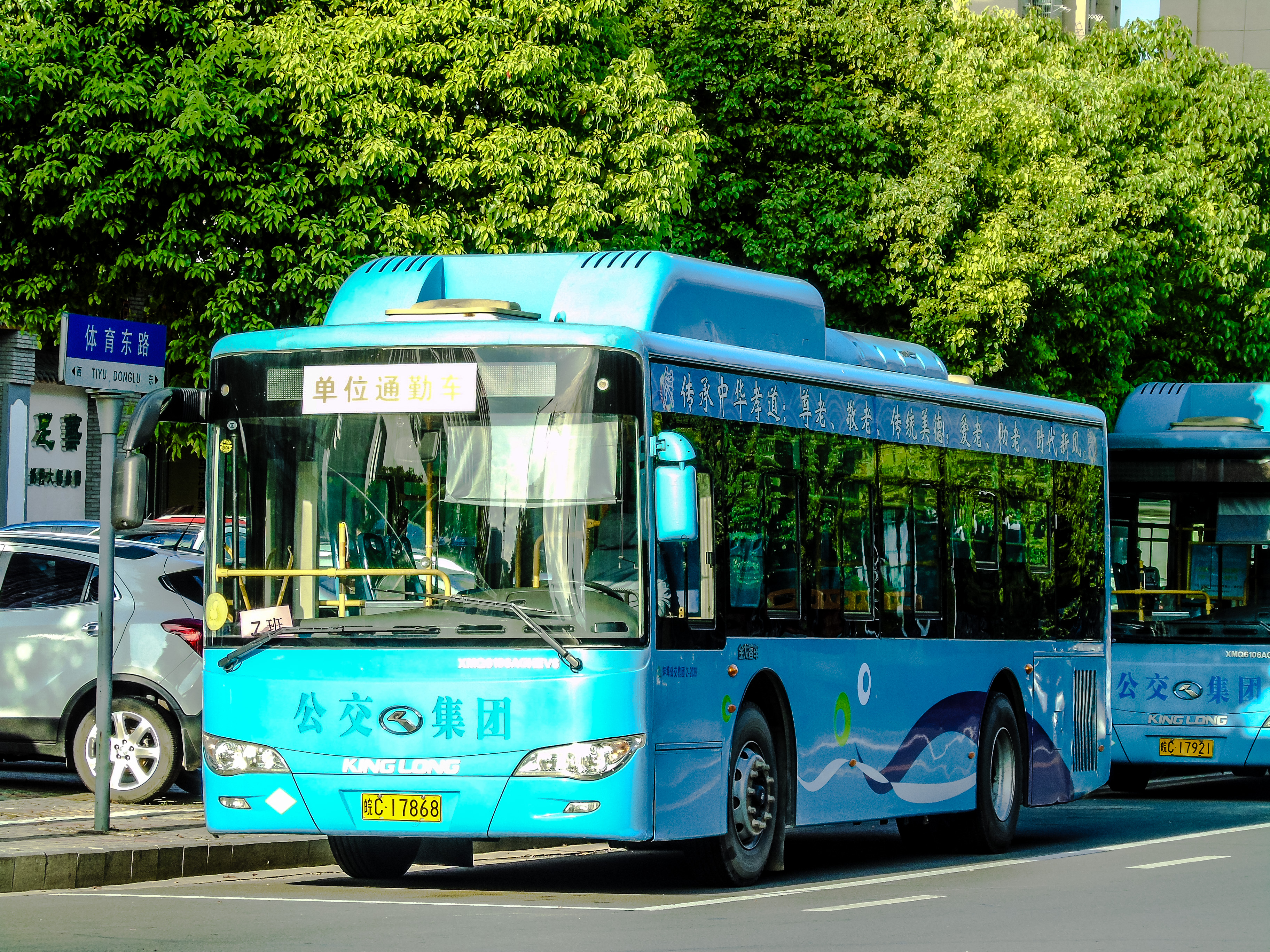
蚌埠公交107路退役车辆现为通勤车

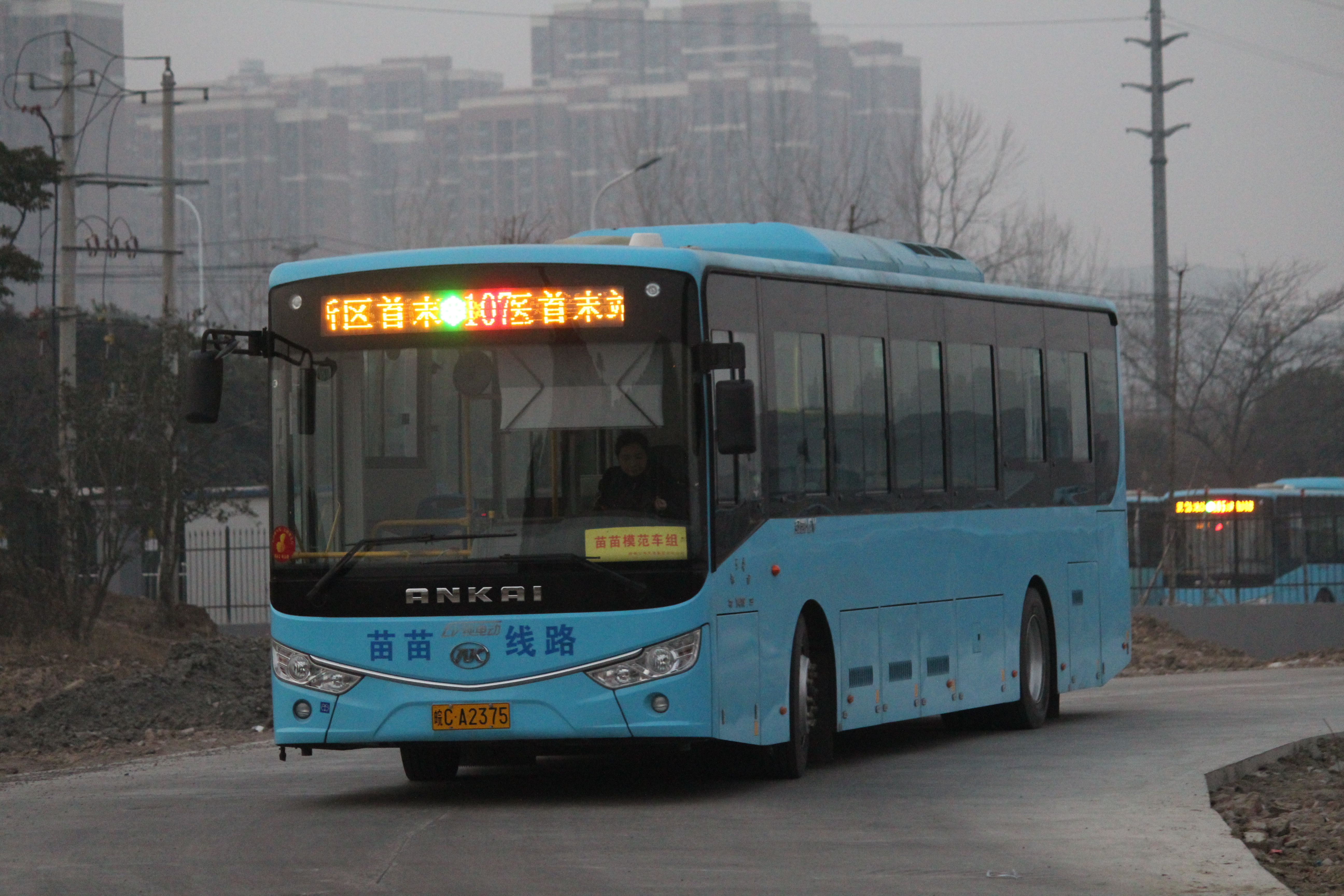
延长至滨湖新区首末站的107路

### 途经站
- 往蚌医首末站 ： 滨湖新区首末站 - 月明街·宏业路 - 滨湖花园 - 市博物馆 - 珍珠小区 - 市政府 - 职教中心 - 南湖小区 - 迎湖路·南湖路 - 蚌医二附院 - 铁路中学 - 宏业二村 - 雪华乡铁路立交 - 人力资源产业园 - 龙子湖区青少年活动中心 - 东方明珠 - 第三中学·长途汽车中心站 - 交通医院 - 火车站 - 第二人民医院 - 交通路·光明街 - 地方海事局 - 蚌医一附院南 - 蚌医附院
- 往滨湖新区首末站 ： 蚌医附院 -  蚌医一附院南 - 地方海事局 - 交通路·光明街 - 第二人民医院 - 火车站 - 交通医院 - 第三中学·长途汽车中心站 - 东方明珠 - 龙子湖区青少年活动中心 - 人力资源产业园 - 雪华乡铁路立交 - 宏业二村 - 铁路中学 - 蚌医二附院 - 迎湖路·南湖路 - 南湖小区 - 职教中心 - 市政府 - 珍珠小区 - 市博物馆 - 滨湖花园 - 月明街·宏业路 - 滨湖新区首末站[15]

### 换乘站
以下内容均统计自：蚌埠市公共交通集团有限公司营运线路一览表
- 蚌医首末站 ： 115路 206路
- 蚌医一附院 ： 115路
- 延安路·光明街 ： 115路 111路
- 地方海事局 ： 104路 115路
- 第二人民医院 ： 101路 103路 104路 115路 109路 110路 111路 128路 微3路 204路 206路 207路 208路
- 交通路·火车站 ： 104路 115路 109路 202路 204路
- 交通医院 ： 118路 112路 128路
- 第三中学·长途汽车中心站 ：101路 115路 118路 128路 206路 207路 208路
- 东方明珠 ： 101路 115路 118路 128路 207路 208路 222路
- 龙子湖区青少年活动中心 ： 115路 129路 120路 127路 207路 208路
- 人力资源产业园 ： 128路 208路
- 雪华乡政府 ： 117路
- 宏业二村 ： 105路 129路 117路 127路 207路
- 铁路中学 ： 105路 129路 117路 127路 207路
- 职教中心 ： 105路
- 市政府 ： 105路
- 珍珠小区 ： 105路 116路 微2路
- 滨湖新区首末站 : 105路

## 光荣事迹

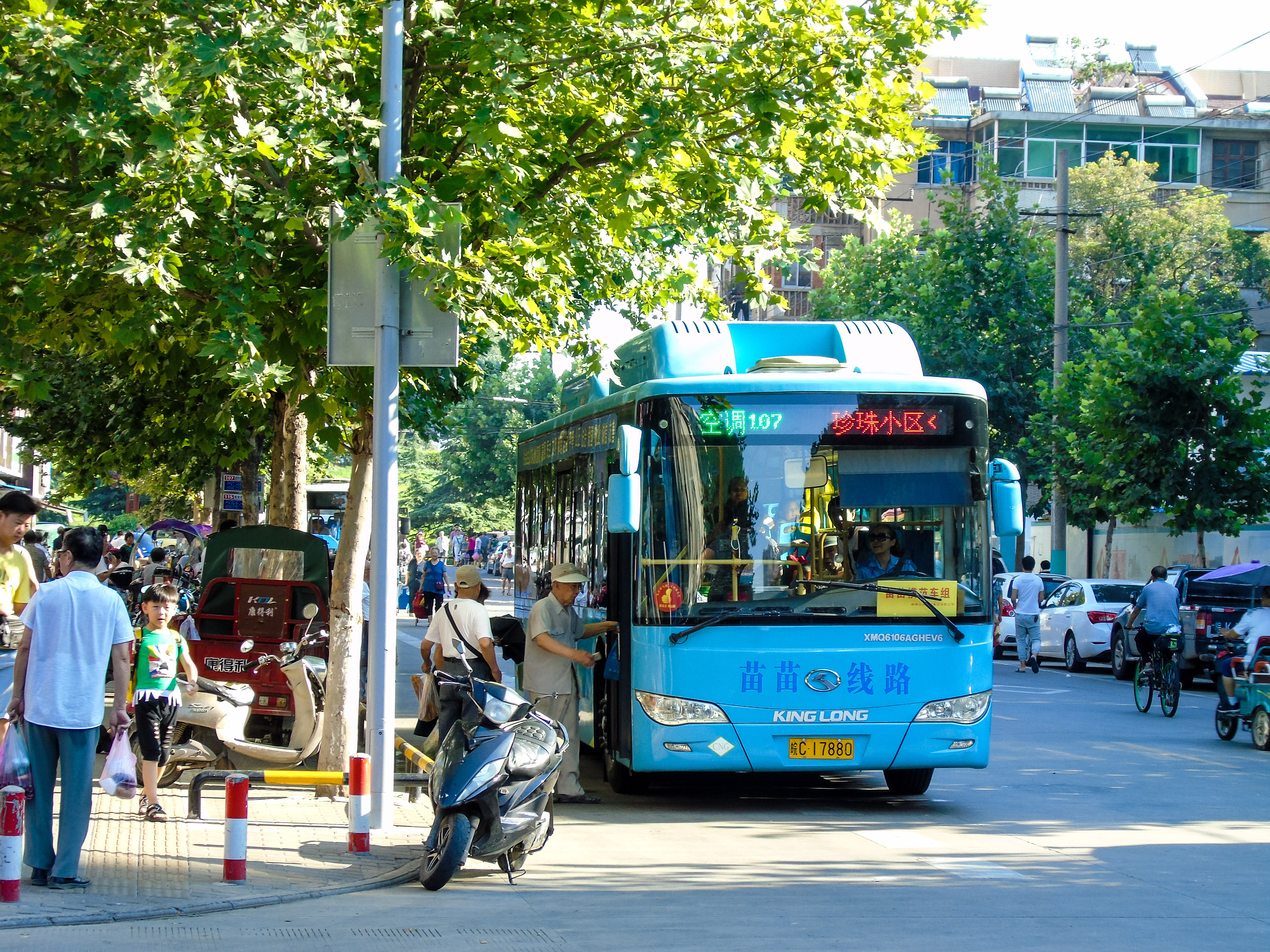
杨苗苗驾驶107路在延安北路站

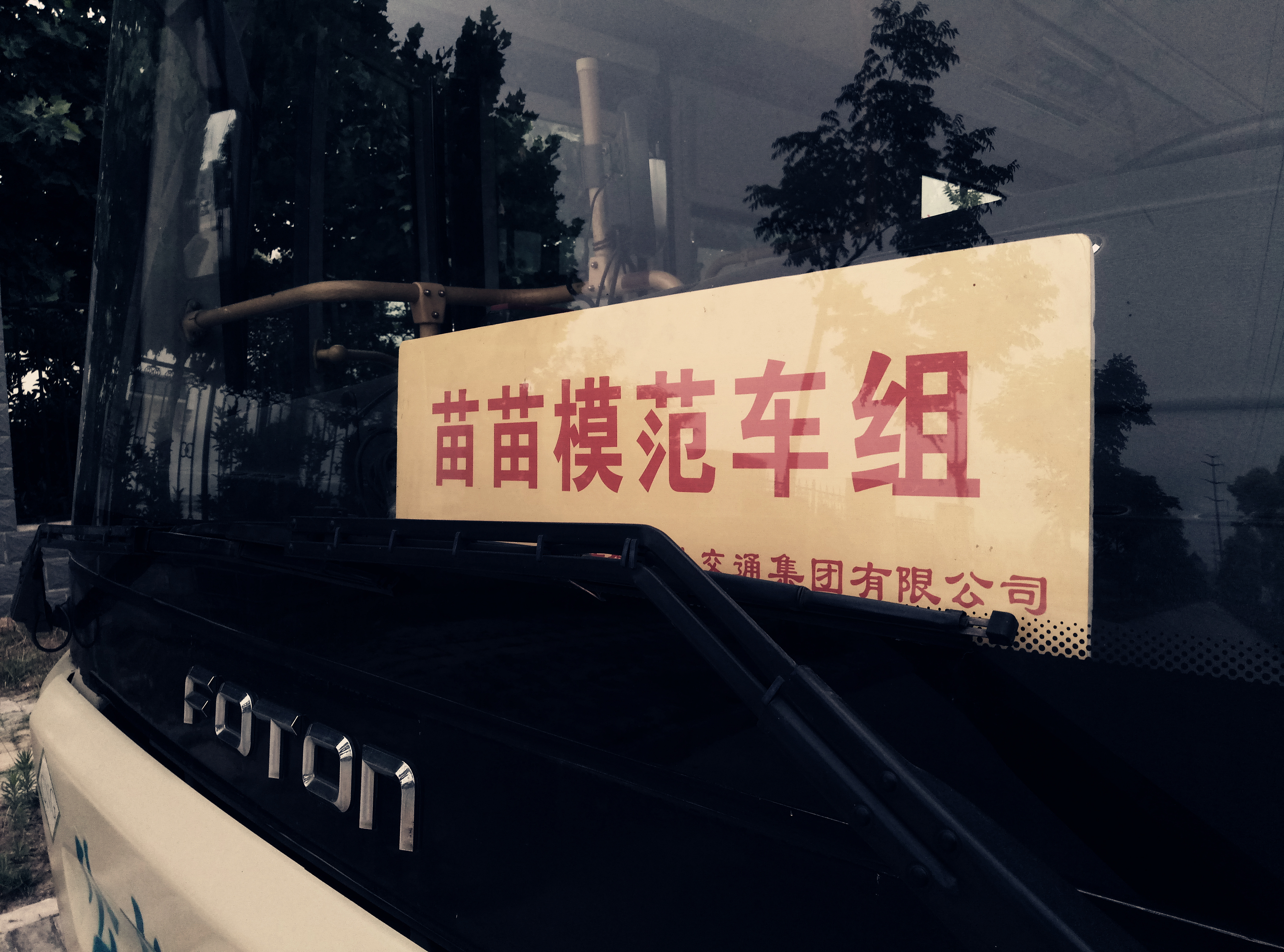
蚌埠公交“苗苗模范车组”标识牌

蚌埠公交107路驾驶员杨苗苗同志，曾荣获优秀共产党员、劳动模范、“十大女杰”、“十大杰出青年”、道德模范；省道路运输行业“十大感动人物”、省“五四”奖章，省优秀共产党员；全国劳动模范、全国“五一”劳动奖章、全国创先争优优秀共产党员、“敬业奉献”中国好人、全国城市公交“十佳先进个人”等荣誉40多项次。是市第十次、省第九次党代会代表主席团成员。在创先争优活动中，省交通运输厅、蚌埠市委、市交通运输局及公交集团开展了向杨苗苗学习活动。并当选“十八大”代表。

2011年元月，为进一步扩大品牌影响力，蚌埠公交集团从各条线路“苗苗模范车组”中，挑选了以杨苗苗为代表的40名优秀驾驶员，组建了苗苗线路107路。杨苗苗充分发挥“领头雁”的作用，同事们比学赶帮，线路成立2年多来，服务乘客800万人次无投诉，行驶里程340万公里无事故，收到表扬千余件次，创造了全国公交行业的奇迹。省交通运输厅、蚌埠市委先后下发“关于向杨苗苗同志学习的决定”。省委宣传部组织19家主流媒体集中采访宣传杨苗苗先进事迹，中央电视台专程来蚌拍摄杨苗苗专题片。
杨苗苗所服务的“苗苗车组”相继被授予公交党员示范车、市巾帼示范车、市行业服务品牌、市模范班组、省工人先锋号”、省模范班组、“省文明窗口”称号。她所在的“苗苗班组”荣摘全国“五一巾帼奖”提名、全国“五一巾帼标兵岗”称号、安徽省“三八”红旗集体、省“五一”巾帼标兵，全国“五一巾帼标兵岗”桂冠、安徽省文明创建十佳品牌、蚌埠市十佳最美公益团队。苗苗线路107路被被命名为省道路运输系统“工人先锋号”、省交通运输行业“微笑服务、温馨交通”示范窗口、省交通运输行业“温馨之家”。

2017年，该线路、车组荣获中华人民共和国交通运输部2016年度新能源公交示范线路十佳。
2018年6月23日，该线路以党的十九大代表杨苗苗所在的“苗苗线路”为主体，成为“新时代传习专线”。

## 票价
2018年3月15日起，支付宝刷卡机开始在蚌埠公交101路、107路、118路、126路、127路、128路、138路7条线路试运行，乘客可以通过支付宝手机软件进行扫码付费乘车，支付宝扫码乘车的支付票价和投币票价相同，暂不享受刷卡优惠。
- 未持卡乘客普通车投币1元，空调车投币2元。
- 持普通电子钱包卡普通车0.9元/次，空调车1.8元/次。
- 持学生月票卡普通车0.18元/次，成人卡0.36元/次，空调车加1元。
- 持老人卡、拥军卡、爱心卡的乘客免费乘车。[22]

## 资料来源
1. ↑  .   [2018-07-02]. （原始内容存档于2018-07-02）.
2. 1 2  .   [2017-06-14]. （原始内容存档于2017-08-07）.
3. ↑  .   [2017-06-14]. （原始内容存档于2017-08-02）.
4. 1 2  蚌埠市“苗苗线路”入选交通运输部2016年度新能源公交示范线路 中华人民共和国交通运输部[永久]
5. ↑  .   [2017-06-14]. （原始内容存档于2017-07-31）.
6. ↑  .   [2017-06-14]. （原始内容存档于2017-07-07）.
7. ↑  .   [2017-06-14]. （原始内容存档于2017-08-01）.
8. ↑  蚌埠市公共交通集团有限公司官方网站 杨苗苗所在班组所获主要荣誉[永久]
9. 1 2  .   [2017-07-19]. （原始内容存档于2017-08-07）.
10. ↑  .   [2017-08-19]. （原始内容存档于2017-07-31）.
11. ↑  蚌医附院公交首末站本月6日投入使用[永久]
12. ↑  .   [2017-12-30]. （原始内容存档于2017-12-31）.
13. ↑  .   [2017-12-30]. （原始内容存档于2017-12-30）.
14. ↑  .   [2018-07-02]. （原始内容存档于2018-07-02）.
15. ↑  .   [2017-06-14]. （原始内容存档于2017-07-08）.
16. ↑  .   [2017-06-14]. （原始内容存档于2017-08-07）.
17. ↑  .   [2017-06-14]. （原始内容存档于2017-08-07）.
18. ↑  线路有终点 服务无止境 安徽省蚌埠市公交集团公交驾驶员杨苗苗同志先进事迹
19. ↑  .   [2017-08-19]. （原始内容存档于2017-08-19）.
20. ↑  蚌埠开"新时代传习专线" 公交车成流动式传习平台 中国文明网[]
21. ↑  【支付宝乘车】蚌埠云公交卡使用指南 新浪微博
22. ↑  .   [2017-06-17]. （原始内容存档于2018-03-09）.